# Svinaře
Svinaře är en ort i Tjeckien.   Den ligger i regionen Mellersta Böhmen, i den centrala delen av landet, 28 km sydväst om huvudstaden Prag. Svinaře ligger 280 meter över havet och antalet invånare är 285.
Terrängen runt Svinaře är kuperad norrut, men söderut är den platt. Svinaře ligger nere i en dal. Runt Svinaře är det ganska tätbefolkat, med 134 invånare per kvadratkilometer. Närmaste större samhälle är Beroun, 11,3 km nordväst om Svinaře. I omgivningarna runt Svinaře växer i huvudsak blandskog.